# Primordio
En botánica, el primordio es el estado rudimentario en que se encuentra un órgano en formación, usualmente protegido en el interior de una yema en las espermatofitas. Un sinónimo que se utiliza en algunos textos es rudimento, usado sobre todo en los términos rudimento seminal por óvulo o rudimento radical por radícula.